# Mariage au Mali

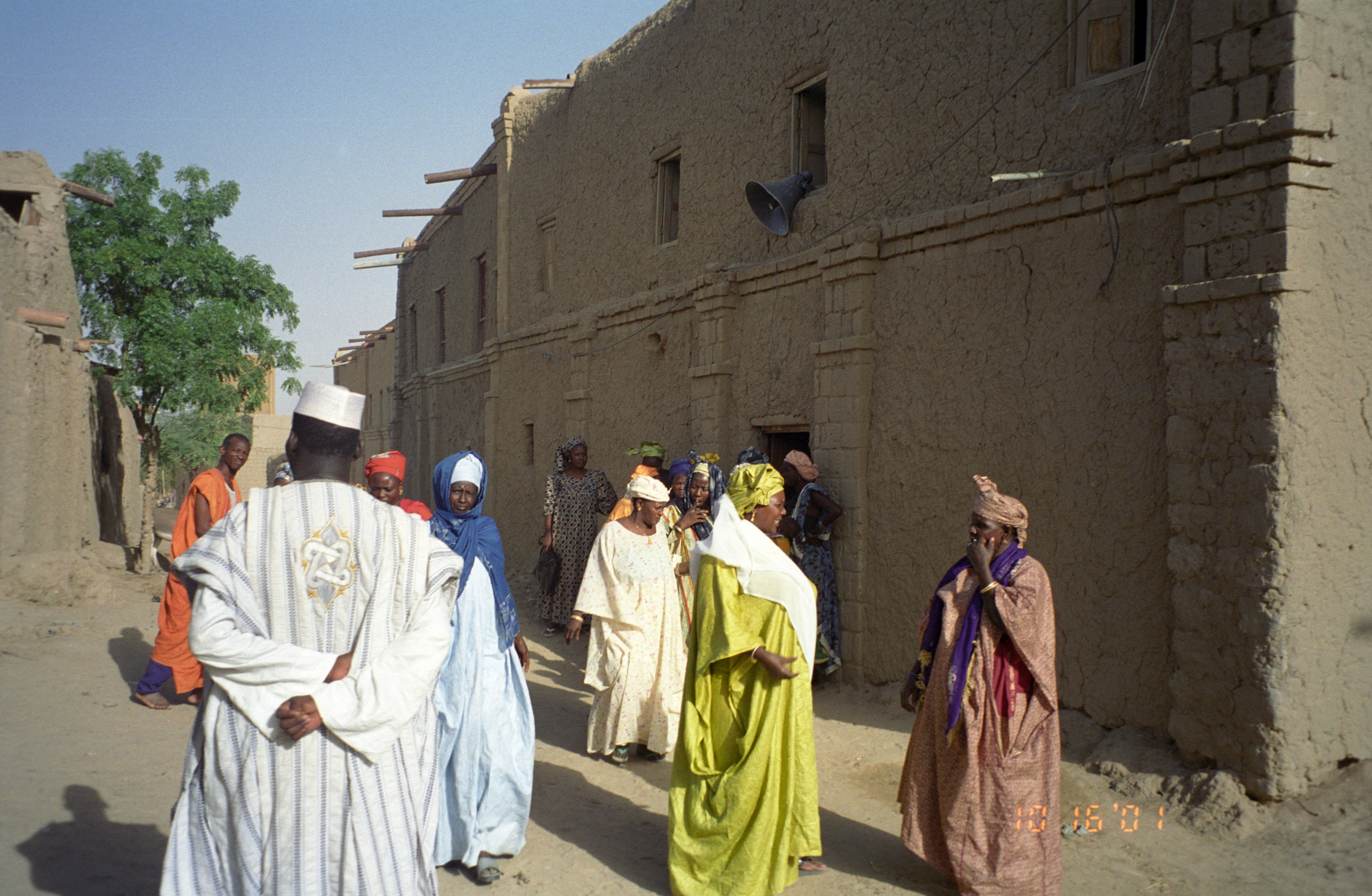
Participants d'une noce à Tombouctou en 2001.

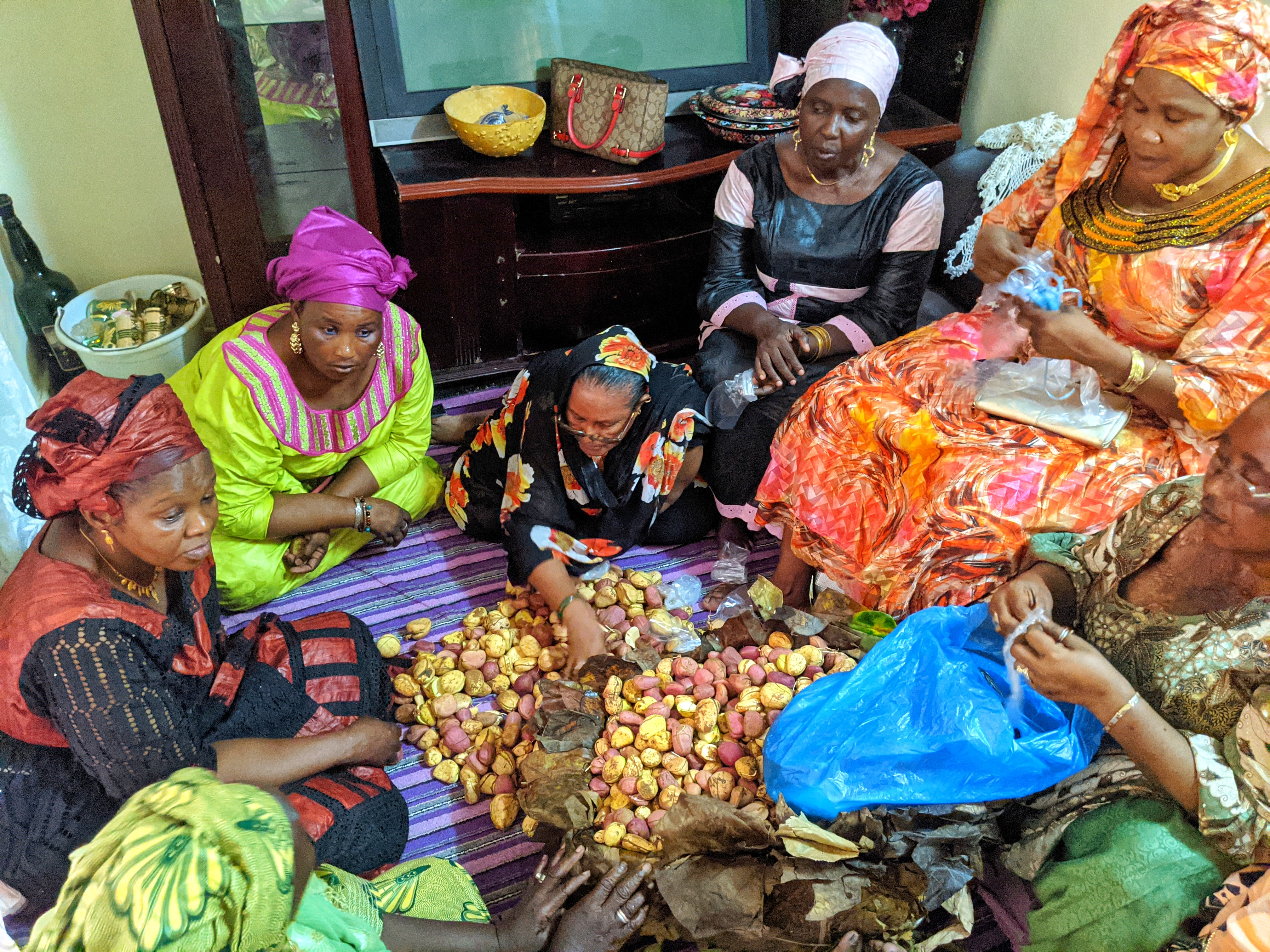
Les femmes de la famille de la mariée ouvrant un sac de cola, élément symbolique figurant dans la liste des éléments de la dot.

Au Mali, près des 15 % des filles sont mariées avant d'avoir 15 ans et 71 % avant l'âge de 18 ans. La loi n'autorise cependant le mariage qu'à partir de l'âge de 15 ans mais, avec l'accord de leurs parents et d'un juge, les adolescents peuvent se marier avant cet âge, ce qui arrive fréquemment.

## Mariage traditionnel
Dans le mariage traditionnel, le marié doit apporter une dot à son épouse. Cette dot est généralement composée d'un panier contenant 5 à 12 colas et de 100 à 1000 FCFA.